# Ida (nymphe)
Pour les articles homonymes, voir Ida.
Dans la mythologie grecque, Ida est une nymphe, fille de Mélissé (roi de Crète) et sœur d'Adrastée. 

## Légende
Rhéa, qui avait accouché de Zeus dans une grotte sur le mont Ida, confie le nouveau-né au soin des deux sœurs, afin qu'elles l'élèvent en secret de son père Cronos. Sous la garde des Curètes, celles-ci nourrissent le jeune dieu avec le lait de la chèvre Amalthée.
Selon une légende de botanistes et de jardiniers, griffée au sein par un framboisier (Rubus Idaeus, ronce du Mont Ida), la nymphe Ida en saignant, colora définitivement les framboises, qui étaient auparavant blanches.
Elle est probablement la même nymphe qu'Idéa, la mère de Teucros[réf. nécessaire].

## Source
- Pseudo-Apollodore, Bibliothèque [détail des éditions] [lire en ligne] (I, 1, 6-7).